# Strzelce Opolskie (gmina)
Strzelce Opolskie est une gmina mixte du powiat de Strzelce Opolskie, dans la voïvodie d'Opole, dans le sud-ouest de la Pologne. Son siège est la ville de Strzelce Opolskie, qui se situe environ 31 km au sud-est de la capitale régionale Opole.
La gmina couvre une superficie de 202,35 km2 pour une population de 33 481 habitants.

## Géographie
Outre la ville de Strzelce Opolskie, la gmina inclut les villages d'Adamowice, Banatki Duże, Banatki Małe, Błotnica Strzelecka, Breguła, Brzezina, Dołki, Doryszów, Dziewkowice, Farska Kolonia, Grodzisko, Jędrynie, Kadłub, Kadłubski Piec, Kalinowice, Kasztal, Ligota Dolna, Ligota Górna, Mokre Łany, Niwki, Nowa Wieś, Osiek, Płużnica Wielka, Rozmierka, Rozmierz, Rożniątów, Sucha, Suche Łany, Szczepanek, Szymiszów et Warmątowice.
La gmina borde les gminy de Gogolin, Izbicko, Jemielnica, Kolonowskie, Leśnica, Ozimek, Toszek, Ujazd, Wielowieś et Zdzieszowice.